# أوناي إلجيزابال
أوناي إلجيزابال (بالإسبانية: Unai Elgezabal)‏ (25 أبريل 1993 بأوردولايز في إسبانيا - ) هو لاعب كرة قدم إسباني في مركز الدفاع. لعب مع نومانسيا.

## روابط خارجية
- أوناي إلجيزابال على موقع قاعدة بيانات كرة القدم.إي يو (الإنجليزية)
- أوناي إلجيزابال على موقع Soccerway.com (الإنجليزية)
- أوناي إلجيزابال على موقع AS.com (الإسبانية)